# Comuna Cozmești, Vaslui
Cozmești este o comună în județul Vaslui, Moldova, România, formată din satele Bălești (reședința), Cozmești, Fâstâci și Hordilești.

## Demografie
Componența etnică a comunei Cozmești
     Români (74,13%)
     Romi (18,97%)
     Alte etnii (0%)
     Necunoscută (6,9%)
Componența confesională a comunei Cozmești
     Ortodocși (92,07%)
     Alte religii (0,82%)
     Necunoscută (7,12%)
Conform recensământului efectuat în 2021, populația comunei Cozmești se ridică la 1.840 de locuitori, în scădere față de recensământul anterior din 2011, când fuseseră înregistrați 2.202 locuitori. Majoritatea locuitorilor sunt români (74,13%), cu o minoritate de romi (18,97%), iar pentru 6,9% nu se cunoaște apartenența etnică. Din punct de vedere confesional, majoritatea locuitorilor sunt ortodocși (92,07%), iar pentru 7,12% nu se cunoaște apartenența confesională.

## Istorie
La sfârșitul secolului al XIX-lea, comuna făcea parte din plasa Stemnicul al județului Vaslui și avea în alcătuirea sa, aceleași sate ca și în prezent (Cozmești, Bălești, Fâstâci și Hordilești), având o populație de 1735 de locuitori. În comună funcționa o școală mixtă și patru biserici.
Anuarul Socec din 1925 consemnează comuna în plasa Delești a aceluiași județ, având o populație de 2246 de locuitori, primind în plus și satul Unirea.
În 1950, județele au fost desființate, după venirea regiumului comunist la putere, iar comuna a fost înglobată în regiunea Bârlad, dar după șase ani mai târziu, regiunea se desființează, iar comuna a fost transferată regiunii Iași. 
În anul 1968, comuna a fost transferată județului Vaslui, reînființat, dar comuna a fost desființată imediat iar satele ei au fost incluse în comuna Delești. Tot atunci, satul Unirea a fost desființat și contopit cu satul Bălești. Comuna s-a reînființat în anul 2004, în structura actuală, dar de această dată, reședința comunei s-a mutat în satul Bălești.

## Politică și administrație
Comuna Cozmești este administrată de un primar și un consiliu local compus din 11 consilieri. Primarul, Hristache Sima[*], de la Partidul Social Democrat, este în funcție din 2012. Începând cu alegerile locale din 2024, consiliul local are următoarea componență pe partide politice:
|  | Partid                          | Consilieri | Componența Consiliului | Componența Consiliului | Componența Consiliului | Componența Consiliului | Componența Consiliului | Componența Consiliului |
|  | ------------------------------- | ---------- | ---------------------- | ---------------------- | ---------------------- | ---------------------- | ---------------------- | ---------------------- |
|  | Partidul Social Democrat        | 6          |                        |                        |                        |                        |                        |                        |
|  | Alianța pentru Unirea Românilor | 3          |                        |                        |                        |                        |                        |                        |
|  | Partidul Național Liberal       | 1          |                        |                        |                        |                        |                        |                        |
|  | Uniunea Salvați România         | 1          |                        |                        |                        |                        |                        |                        |